# Maksat Atabaýew
Maksat Atabaýew (* 28. Dezember 1994 in Aşgabat; beim Weltschachbund FIDE Maksat Atabayev) ist ein turkmenischer Schachspieler, der den Titel Großmeister trägt. Mit einer Elo-Zahl von 2475 (Stand: März 2020) gehört Atabaýew zu den besten Schachspielern des Landes.

## Karriere
2010 wurde Atabaýew von der FIDE der Titel FIDE-Meister (FM) verliehen. Im selben Jahr nahm Atabaýew als Teil der turkmenischen Mannschaft an der Schacholympiade 2010 teil. Dabei holte er aus zehn Partien 5,5 Punkte und konnte seine Elo-Zahl deutlich steigern. 2012 wurde Atabaýew zum Internationalen Meister (IM) ernannt und spielte im selben Jahr unter anderem das Chigorin Memorial, wo er mit 5,5 Punkten aus neun Spielen den 76. Rang im 350-köpfigen Teilnehmerfeld belegte. Zudem war er erneut Teil der turkmenischen Mannschaft bei der Schacholympiade 2012 und erspielt dort mit 7,5 Punkten aus zehn Spielen erneut ein gutes Ergebnis, unter anderem gelang Atabaýew bei dem Turnier ein Sieg gegen de österreichischen Großmeister Dawit Schengelia. 2013 nahm Atabaýew an der Sommer-Universiade teil und beendete das Turnier im russischen Kasan auf dem 27. Platz.
Bei einem Turnier im chinesischen Chengdu erfüllte Atabaýew im April 2015 die letzte Großmeister-Norm und erhielt damit als fünfter turkmenischer Schachspieler diesen Titel. Seit 2010 vertritt er sein Land regelmäßig bei der Schacholympiade, bei den Turnieren 2016 und 2018 spielte Atabaýew am ersten Brett der turkmenischen Mannschaft. Dabei traf er 2016 anderem auf die Weltklasse-Spieler Sergei Karjakin und Teymur Rəcəbov, wobei er gegen letzteren mit den weißen Steinen remisierte. 2018 verlor er von zehn Partien nur eine einzige und schloss das Turnier mit 6,5 Punkten ab.
Neben seiner Karriere als Schachspieler ist Atabaýew gelegentlich auch als Schiedsrichter bei Turnieren in seinem Heimatland Turkmenistan aktiv.